# Arteria angularis

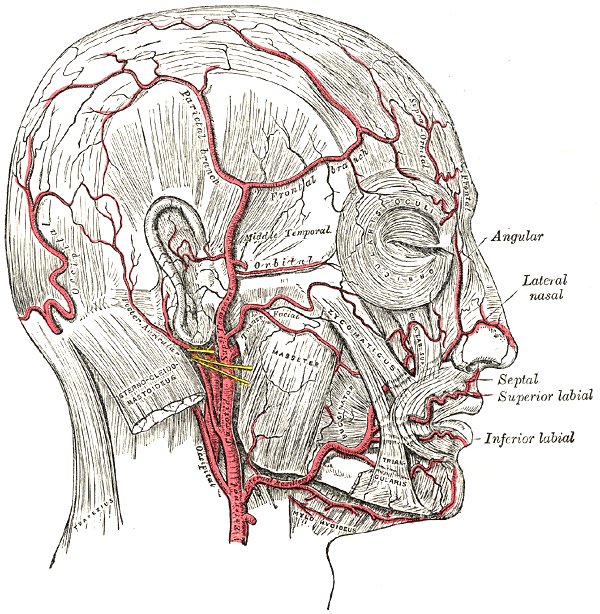
Gesichtsarterien des Menschen

Die Arteria angularis („(Augen-)Winkelarterie“) ist eine Schlagader des Kopfes. Sie stellt den Endast der Gesichtsarterie nach Abgang der Oberlippenarterie dar.
Die Arteria angularis zieht, in den Musculus levator labii superioris eingebettet, nach oben zum inneren Augenwinkel. In ihrem Verlauf entsendet sie im Bereich der Wange Äste, die mit der Unteraugenarterie anastomosieren. Die Arteria angularis versorgt die im inneren Augenwinkel gelegenen Strukturen wie den Tränensack, Anteile der Augenlider und den Musculus orbicularis oculi.